# Macrosiphoniella millefolii
Macrosiphoniella millefolii är en insektsart som först beskrevs av De Geer 1773.  Macrosiphoniella millefolii ingår i släktet Macrosiphoniella och familjen långrörsbladlöss. Arten är reproducerande i Sverige. Inga underarter finns listade i Catalogue of Life.